# Trichaeta detracta
Trichaeta detracta är en fjärilsart som beskrevs av Walker 1862. Trichaeta detracta ingår i släktet Trichaeta och familjen björnspinnare. Inga underarter finns listade i Catalogue of Life.